# Humedal de Capellanía
El Parque Ecológico Distrital de Humedal Capellanía o Humedal de Capellanía o Humedal Hayuelos o Humedal de Cofradía, es uno de los diecisiete (17) humedales de la ciudad de Bogotá reconocidos como Reserva Distrital de Humedal (RDH) antes la figura legal era Parque Ecológico Distrital de Humedal (PEDH).  Es un humedal de planicie, fluvio-lacustre, ubicado en la zona noroccidental urbana de la ciudad de Bogotá, en la localidad de Fontibón, entre las avenidas Ciudad de Cali , La Esperanza y Ferrocarril de Occidente. Hace parte de las Unidades de Planeación Zonal (UPZ) de Modelia, Fontibón y Capellanía adicionalmente pertenece a la cuenca del río Fucha.
La Alcaldía Local de Fontibón, la Empresa de Acueducto y Alcantarillado de Bogotá y el Jardín Botánico de Bogotá José Celestino Mutis al igual que otros organismos del Estado participan en constantes campañas de limpieza del sector. Igualmente se busca detectar el desarrollo informal de viviendas dentro del recinto natural.
Hoy en día el parque no cuenta con un bosque protector, pero a pesar de ello se caracteriza por una gran diversidad de fauna y flora.

## Flora

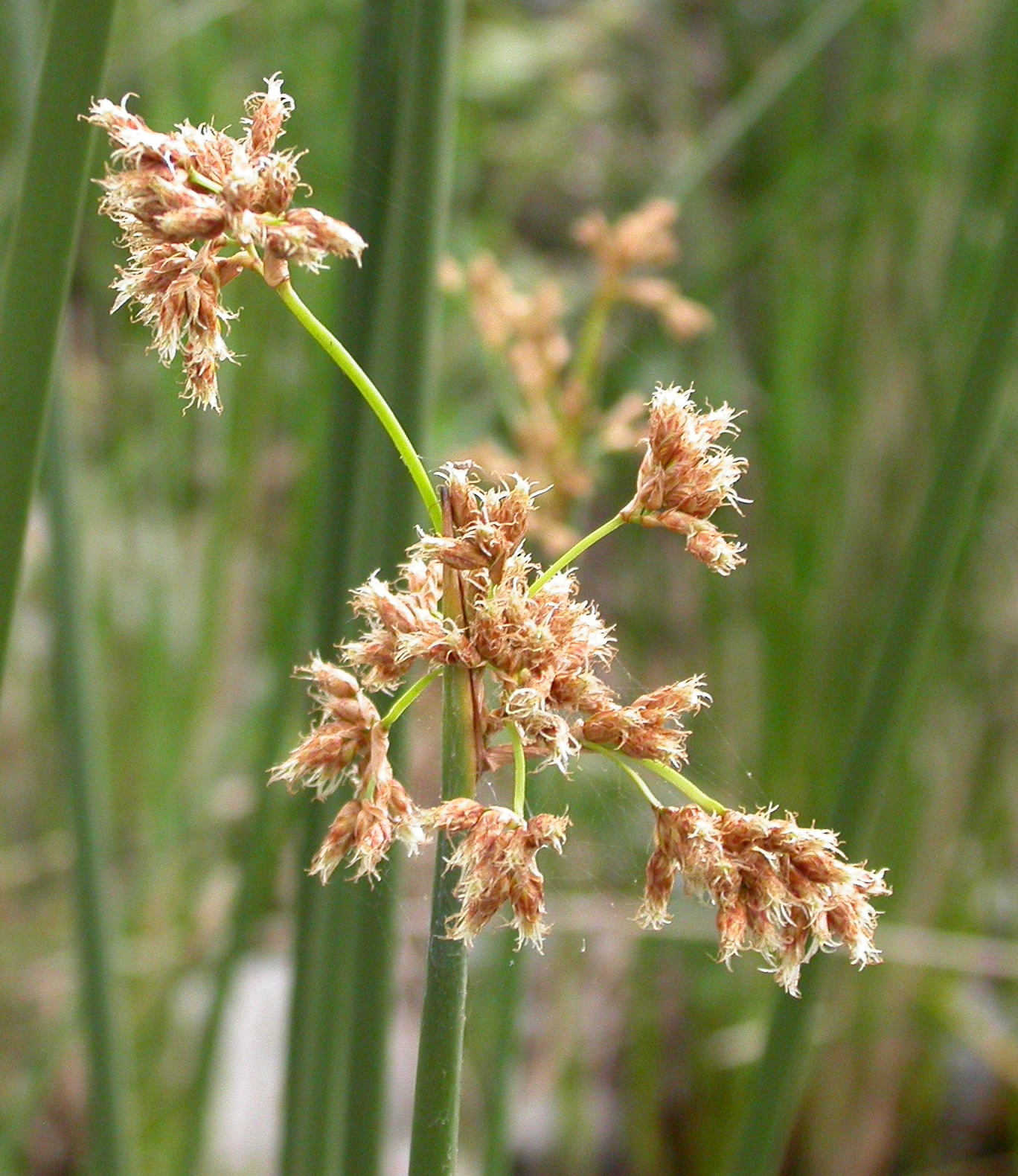
Flor de Scirpus californicus.

Las comunidades vegetales acuáticas dominantes en este humedal son:
- Scirpus californicus (Junco o Totora)
- Thypha domiguensis (Espadaña)
- Bidens laevis (Botoncillo)
- Hidrocotyle ranunculoides (Sombrillita de agua)
- Lemna gibba (Lenteja de agua)

También hay sectores con vegetación herbácea emergente, fundamentalmente de las especies:
- Bidens laevis (Botoncillo)
- Rumex conglomeratus (Lengua de Vaca)
- Polygonum sp. (Barbasco)

Se encuentran especies nativas de gran importancia para el mantenimiento del ecosistema como:
- Alnus acuminata (Aliso)
- Smallantus pyramidalis (Arboloco)

Los alrededores del humedal están cubiertos por potreros dominados por Cenchrus clandestinus (Kikuyo o pasto africano) y entre la vegetación arbórea destaca eucalyptus(Eucalipto), especie poco apta para este tipo de ecosistemas.
La alta presencia de eneas, plantas que actúan como filtros de agua, pueden causar el secado del humedal por consiguiente es necesario la constante limpieza de esta especie.

## Fauna

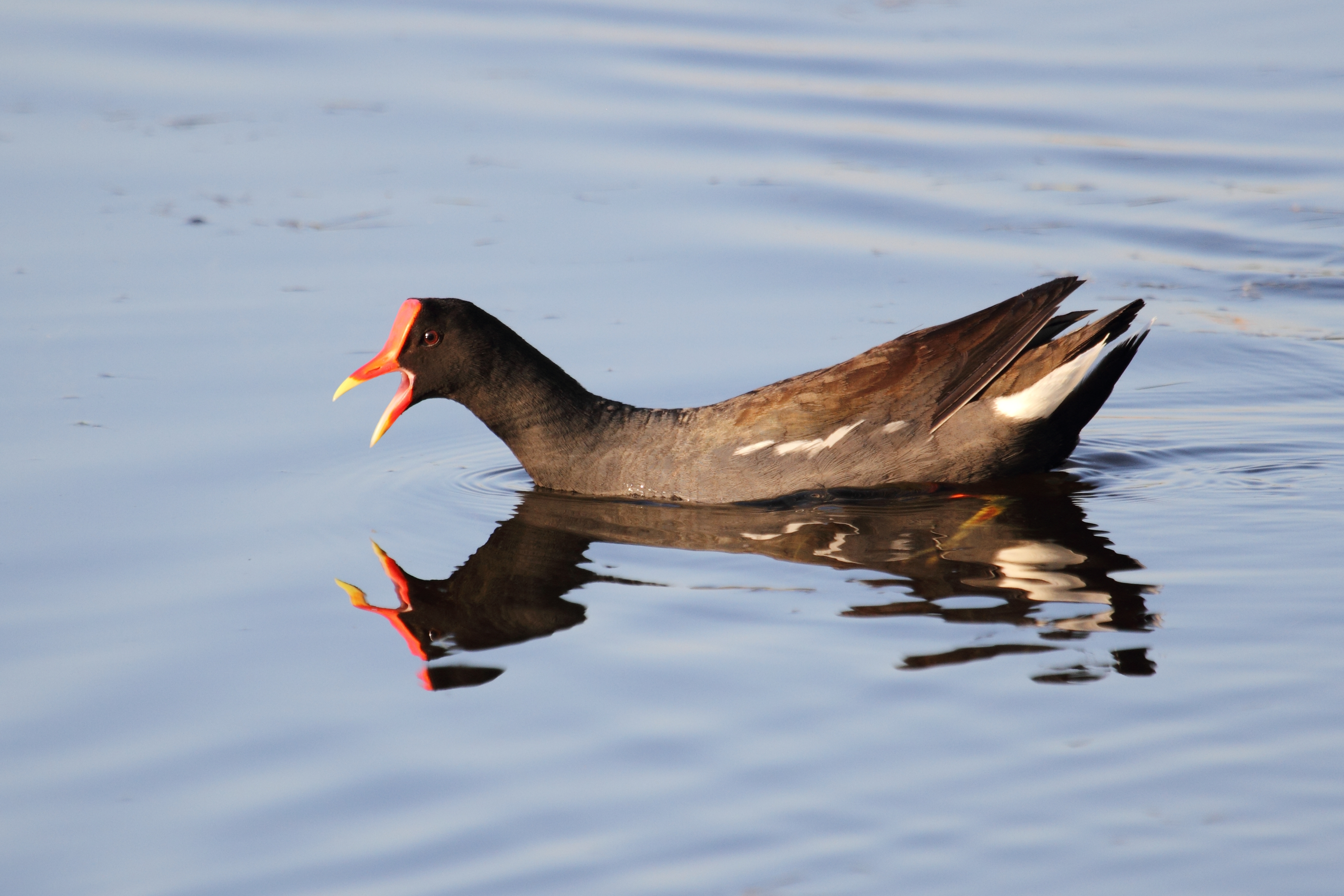
Tingua de pico rojo (Gallinula galeata).

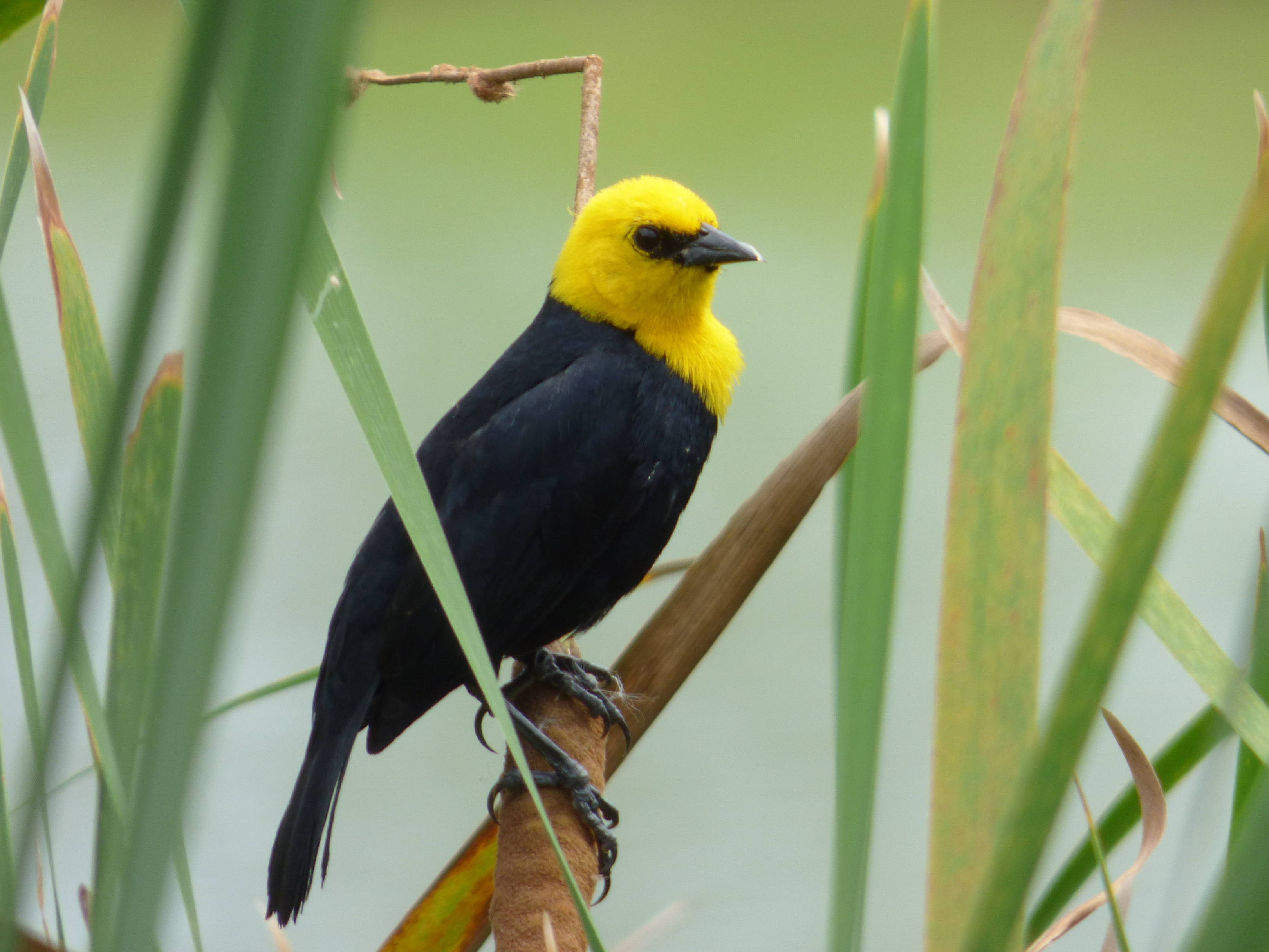
Monjita Bogotana (Chrysomus icterocephalus).

Es fundamental para el sustento de los humedales debido a las múltiples relaciones alimentarias que se establecen entre las especies y entre estas y las plantas. Siendo así, algunas especies controlan poblaciones de otras especies, coadyuvan a la recirculación de nutrientes, sirven de alimento a otros animales y son dispersores de semillas. En el humedal Capellanía se encuentran entre otros los siguientes grupos de fauna:
Aves.
Entre otras encontramos:
- Asio clamator (Búho listado)
- Chrysomus icterocephalus bogotensis (Monjita Bogotana)
- Gallinula galeata (Tingua de pico rojo)
- Pyrocephalus rubinus (Cardenal)

Artrópodos.
De este grupo forman parte los insectos , los miriápodos como el cien pies, los arácnidos como escorpiones y arañas y los crustáceos como las cochinillas de la humedad o marranitos Armadillidium vulgare que se pueden encontrar bajo las hojas y troncos en descomposición.
Mamíferos.
Son los más difíciles de ver en los humedales, es por eso que en este ecosistema solo se ha registrado el ratón de campo Oligoryzomys griseolus
Herpetos.
Son anfibios y reptiles como la rana sabanera Dendropsophus labialis y la culebra sabanera Atractus crassicaudatus. Las ranas son bioindicadores de la calidad del agua de estos ecosistemas.

## Historia
La construcción de la Avenida La Esperanza en 1995 dividió el humedal en dos sectores, el más grande de ellos ubicado al sur de la nueva vía. El área de protección legal del humedal comprende 26 hectáreas, 6 de ellas inundables, y es considerado como uno de los humedales más deteriorados de la ciudad. El sector norte del humedal se encuentra en suelo de uso industrial, encontrándose rodeado por varias industrias, lo que por lo pronto constituye un impacto ambiental negativo.
Antiguamente el humedal de Capellanía hizo parte del sistema hídrico de la cuenca del río Fuchaque surtía la desaparecida laguna del Tintal, la cual fue objeto de sucesivos fraccionamientos, producto de un desarrollo urbano carente de conciencia ambiental, y lejano al concepto del humedal. Es así que hoy humedales como Tibanica, la Vaca, Burro, Techo, el lago Timiza y el propio humedal de Capellanía, remanentes todos de la laguna del Tintal, se encuentran deteriorados y disgregados del que fuera un mismo sistema hídrico.
Fue declarado Parque Ecológico Distrital de Humedal mediante el Decreto 190 de 20004 dentro del Plan de Ordenamiento Territorial donde también se establece el régimen de usos para este ecosistema.
Las aguas que alimentan el humedal de Capellanía provienen del subsuelo y de las lluvias, directamente o través del Canal Oriental de Fontibón. Existen altas probabilidades que el humedal de Capellanía desaparezca, si tenemos en cuenta que la tasa de reducción actual del cuerpo de agua es del 2 % anual. Luego de los daños causados por la construcción de la Avenida de la Esperanza, el plan vial de la ciudad contempla la construcción de la Avenida Longitudinal de Occidente, que supuestamente cruzará el humedal de Capellanía en sentido norte sur, poniendo en grave peligro el ecosistema, si no se toman oportunas medidas, como parte de un adecuado plan de manejo de tal cuerpo de agua, técnicamente diseñado e implementado.

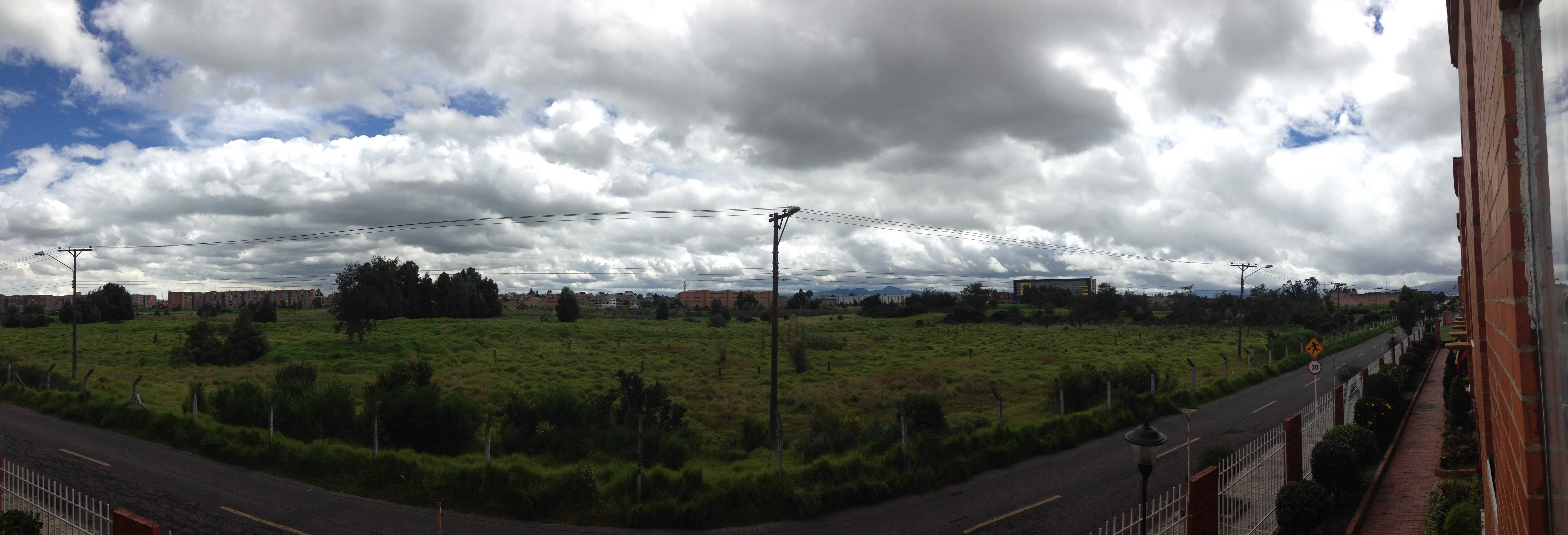
Una foto panorámica del humedal en julio de 2013.